# ني نو كوني (فلم)
ني نو كوني (باليابانية: 二ノ国، بالروماجي: NiNoKuni) هو فيلم أنمي ياباني من إخراج يوشيوكي موموسي ومن إنتاج استوديو أو إل إم، الفيلم مقتبس من لعبة فيديو تحمل نفس الأسم من تطوير أكيهيرو هينو وليفل-5. عرض الفيلم في اليابان في 23 اغسطس عام 2019.

## القصة
تدور أحداث القصة عن يو وهارو هما طالبان في المدرسة الثانوية، تم نقلها إلى عالم مجهول موازي، بعد أن تعرضت صديقتهما كوتونا للطعن من قبل شخص مجهول.

## الأداء الصوتي
| الشخصية                 | الأداء الصوتي   |
| ----------------------- | --------------- |
| يو                      | كينتو يامازاكي  |
| هارو                    | ماكينيو         |
| كوتونا / الأميرة أستريد | ماي ناغانو      |
| ساكي / بيرثا            | مايا ساكاموتو   |
| جنوس ويسدن              | مامورو ميانو    |
| غاليروث                 | كينجيرو تسودا   |
| بارتون                  | كويتشي ياماديرا |
| داندي                   | يوكي كاجي       |
| الملك أستروم            | ماساتو إيبو     |
| رجل عجوز                | تسويوشي مورو    |

## وصلات خارجية
- الموقع الرسمي (باليابانية)
- مقالات تستعمل روابط فنية بلا صلة مع ويكي بيانات